# David Smith (Bischof)
David James Smith (* 14. Juli 1935 in Hertfordshire; † 28. Januar 2024) war ein britischer anglikanischer Theologe. Er war von 1992 bis 2002 Bischof der Diözese Bradford in der Church of England.

## Leben
Smith wurde als Sohn von Stanley Smith und dessen Ehefrau Gwendolen Smith in der Grafschaft Hertfordshire geboren. Er wuchs in einer religiösen Familie auf und ging regelmäßig zur Sonntagsschule. Er besuchte die Hertford Grammar School. Die Schule verließ er mit sechzehn Jahren. Anschließend arbeitete er als Botenjunge bei Unilever in Leeds. Er ging dann nach London, um Arbeit zu finden. Schon damals wollte er Priester werden. Man sagte ihm jedoch, dass er dafür noch zu jung sei; er solle nach seinem Militärdienst erneut vorsprechen, wenn er dann immer noch die Berufung für das Priesteramt in sich fühle. Nach seinem Militärdienst (National Service) in der Royal Artillery studierte er Theologie, zunächst am King’s College London der University of London, später dann am  St Boniface College in Warminster. 1959 wurde er zum Diakon geweiht; 1960 erfolgte seine Priesterweihe. Seine Priesterlaufbahn begann er 1959 als Hilfsvikar (Assistant Curate) an der All Saints’ Church in Gosforth, einem Stadtbezirk von Newcastle-upon-Tyne. Anschließend war er Hilfsvikar an der St Francis Church in High Heaton. Es folgte eine Anstellung als Pfarrer (Priest in charge) an der St Mary Magdalene Church in Longbenton. Anschließend war er Pfarrer (Vicar) in Longhirst mit Zuständigkeit für die Pfarrgemeinde in Hebron in der Grafschaft Northumberland; danach war er Pfarrer (Vicar) an der St Marys Church in Monkseaton. Danach war er Landdekan (Rural Dean) von Tynemouth. Von 1964 bis 1978 war er „Diocesan Ecumenical Officer“ und Berater des Diözesanbischofs in Fragen der Ökumene (Bishop’s Adviser in Ecumenical Affairs). 1973 wurde er zum „Proctor in Convocation“ gewählt; in dieser Funktion vertrat er in der Provinzialsynode (Convocation) die Geistlichkeit der Diözese gegenüber der Church of England. Von 1973 bis 1984 war er Mitglied der Generalsynode der Church of England. Von 1981 bis 1987 war er Archidiakon (Archdeacon) von Lindisfarne (Archdeacon of Lindisfarne). 
1987 wurde er zum Bischof geweiht. Von 1982 bis 1985 war er als „Bischof von Maidstone“ Suffraganbischof in der Diözese Canterbury der Church of England. Von 1990 bis 1992 war er, als Nachfolger von Ronald Gordon, Bishop to the Forces (The Archbishop of Canterbury’s Episcopal Representative to the Armed Forces). In dieser Funktion war er Vertreter des Erzbischofs von Canterbury bei den British Armed Forces und verantwortlich für die seelsorgerische Arbeit der Church of England in den britischen Streitkräften. 1992 wurde er, als Nachfolger von Roy Williamson, Bischof von Bradford in der Church of England. Dieses Amt hatte er bis 2002 inne. Sein Nachfolger als Bischof von Bradford wurde David James. Nach seinem Ruhestand wirkte er seit 2002 als Ehrenamtlicher Hilfsbischof (Honorary Assistant Bishop) in der Diözese York und in der Diözese in Europa (Diocese in Europe).
Seit 1999 war er Fellow des King’s College London. 2001 erhielt er die Ehrendoktorwürde der University of Bradford.

## Familie
1961 heiratete er Mary Moult. Aus der Ehe gingen zwei Kinder hervor, ein Sohn und eine Tochter. Smith lebte in York.

## Mitgliedschaft im House of Lords
Smith gehörte in seiner Eigenschaft als Bischof von Bradford von September 1997 bis zu seinem Ruhestand im Juli 2002 als Bischof von Bradford als Geistlicher Lord dem House of Lords an. 
Im Hansard sind Wortbeiträge von David Smith aus den Jahren von 1997 bis 2002 dokumentiert. Seine Antrittsrede hielt er am 1. Dezember 1997 im Rahmen einer Debatte zur politischen Situation im Sudan. Am 24. April 2002 meldete er sich während seiner Amtszeit bei einer Debatte über die Situation von Kindern und Jugendlichen zuletzt zu Wort.